# Kievstationen

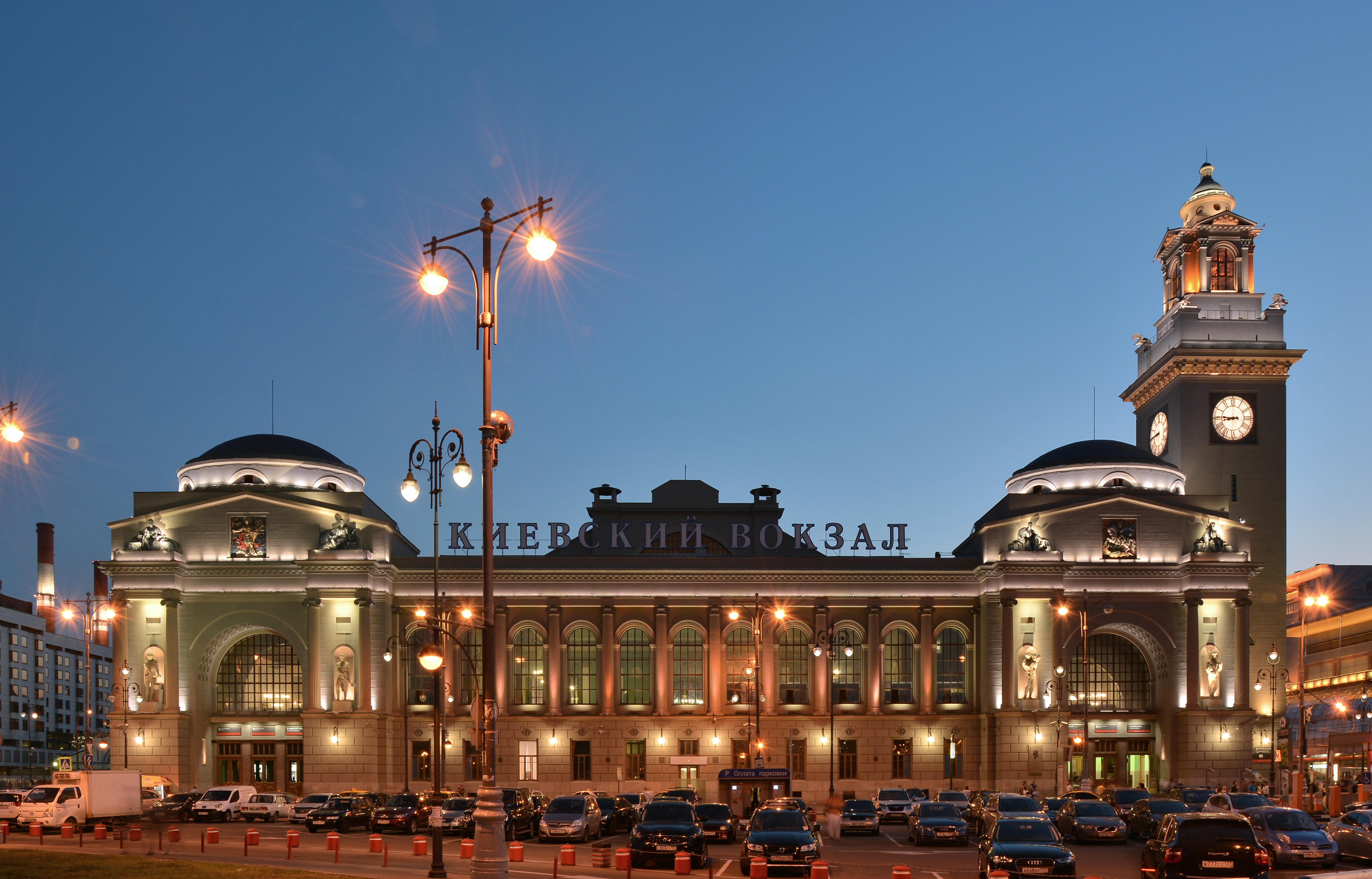
Kievskij-stationen

Kievstationen, eller Kievskijstationen (Ryska: Киевский вокзал, Kievskij vokzal) är en av Moskvas nio stora järnvägsstationer. Från stationen går tågförbindelser mot sydväst, mot Kiev och vidare mot Belgrad, Zagreb, Bukarest, Prag, Wien och Venedig.  
Stationen byggdes mellan 1914 och 1918. Den ritades av Ivan Rerberg och Vladimir Sjuchov och var på sin tid en milstolpe inom arkitektur och ingenjörskonst.
Under stationen finns tre tunnelbanestationer, alla med namnet Kievskaja, på linjerna Koltsevaja (ringlinjen), Filjovskaja (ljusblå linjen) och Arbatsko-Pokrovskaja (blå linjen).